# 웨스트다힐산

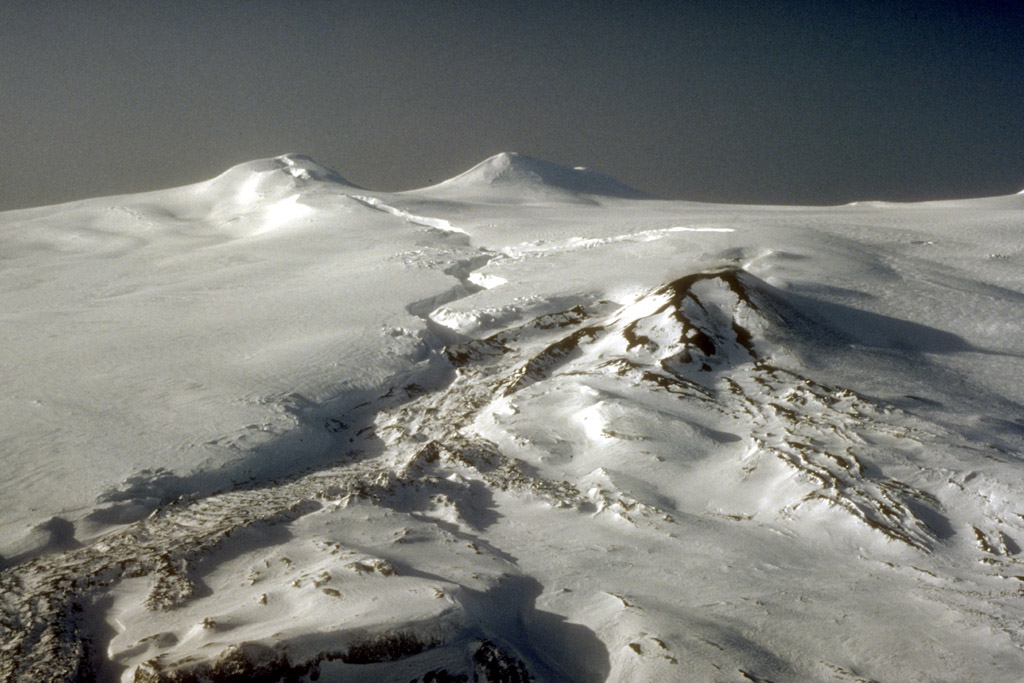

웨스트다힐산(Mount Westdahl)은 미국 알래스카주의 알류샨 열도에 있는 성층 화산이다.